# Neil Young (Neil Young)
| Recensione              | Giudizio   |
| ----------------------- | ---------- |
| AllMusic                | [ 2 ]      |
| Pitchfork               | [ 3 ]      |
| Sputnikmusic            | 3.0 (Good) |
| Piero Scaruffi          | [ 5 ]      |
| Ondarock                | [ 6 ]      |
| Dizionario del Pop-Rock | [ 7 ]      |
| 24.000 dischi           | [ 8 ]      |

Neil Young è il primo album in studio del cantautore canadese omonimo, pubblicato il 12 novembre 1968 come suo debutto discografico da solista dopo l'esperienza con i Buffalo Springfield. Esiste una seconda versione pubblicata nel 1969, parzialmente remixata e rimasterizzata che si differenzia rispetto alla prima per la presenza del titolo in copertina.

## Brani
Contiene The Last Trip to Tulsa, ballata-fiume, e l'autobiografica The Loner.

## Tracce
- Tutti i brani sono di Neil Young, eccetto dove indicato.

Lato A
1. The Emperor of Wyoming – 2:14
2. The Loner – 3:55
3. If I Could Have Her Tonight – 2:15
4. I've Been Waiting for You – 2:30
5. The Old Laughing Lady – 5:05

Lato B
1. String Quartet from Whiskey Boot Hill – 1:04 (Jack Nitzsche)
2. Here We Are in the Years – 3:27
3. What Did You Do to My Life? – 2:00
4. I've Loved Her So Long – 2:40
5. The Last Trip to Tulsa – 9:25

## Formazione
Artista
- Neil Young - chitarra, pianoforte, pianoforte elettrico, clavicembalo, organo, voce

Altri musicisti
- Jim Messina - basso (brani: The Emperor of Wyoming, The Loner, If I Could Have Her Tonight, Here We Are in the Years, What Did You Do to My Life? e The Last Trip to Tulsa)
- George Grantham - batteria (brani: The Emperor of Wyoming, The Loner, If I Could Have Her Tonight, Here We Are in the Years, What Did You Do to My Life? e The Last Trip to Tulsa)
- Earl Palmer - batteria (brani: The Old Laughing Lady e I've Loved Her So Long)
- Ry Cooder - chitarra (brani: The Old Laughing Lady e I've Loved Her So Long)
- Jack Nitzsche - pianoforte elettrico (brani: The Old Laughing Lady e I've Loved Her So Long)
- Merry Clayton - voce (brani: The Old Laughing Lady e I've Loved Her So Long)
- Brenda Holloway - voce (brani: The Old Laughing Lady e I've Loved Her So Long)
- Patrice Holloway - voce (brani: The Old Laughing Lady e I've Loved Her So Long)
- Gloria Richetta Jones - voce (brani: The Old Laughing Lady e I've Loved Her So Long)
- Sherlie Matthews - voce (brani: The Old Laughing Lady e I've Loved Her So Long)
- Gracia Nitzsche - voce (brani: The Old Laughing Lady e I've Loved Her So Long)

Note aggiuntive
- Neil Young - produttore (in tutti i brani)
- Dave Briggs - produttore (brani: The Emperor of Wyoming, The Loner, If I Could Have Her Tonight, I've Been Waiting for You, Here We Are in the Years, What Did You Do to My Life? e The Last Trip to Tulsa)
- Ry Cooder e Jack Nitzsche - produttori (brani: The Old Laughing Lady, String Quartet from Whiskey Boot Hill e I've Loved Her So Long)
- Mark Richardson e Donn Landee - ingegneri delle registrazioni (al Sunwest Recording Studios)
- Dale Batchelor - ingegnere delle registrazioni (al Sunset Sound Recorders)
- Rick Pekkonen e Henry Saskowski - ingegneri delle registrazioni (al Wally Heider Recording)
- Eliott Roberts - direzione, lookout management
- Ed Thrasher - art direction
- Roland Diehl - portrait
- Danny Kelly - foto interna copertina album[11]